# Chloropidae
Chloropidae là một họ ruồi thường gọi là ruồi cỏ hay muỗi mắt. Có khoảng 2000 loài được mô tả trong 160 chi phân bố khắp thế giới. Chúng là loài ruồi nhỏ có màu vàng hoặc đen. Đa số các loài trong họ này là loài ăn cỏ và có thể là loài gây hại cho ngũ cốc. Vài loài là loài săn mồi. Một số loài là loài ký sinh. Vài loài trong họ này là loài hấp dẫn bởi mắt người và động vật có xương sống (ruồi mắt) do chúng ăn nước mắt và các chất lỏng cơ thể con chủ của nhiều loài động vật, kể cả con người.

## Hình ảnh

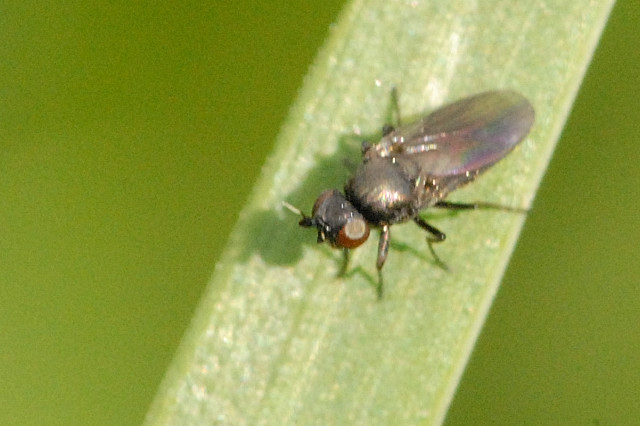
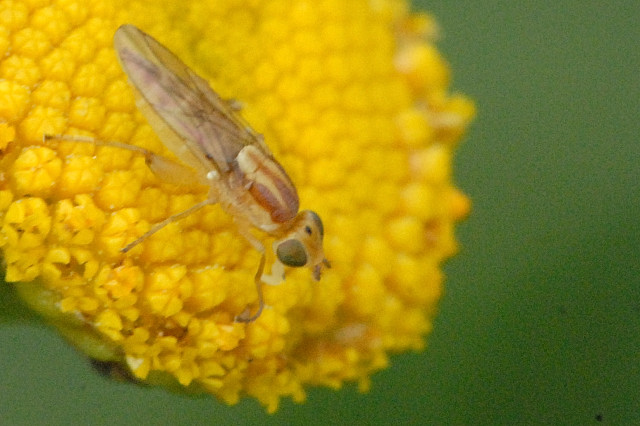

## Cước chú
1. ↑  Robert Matheson (2008) Medical Entomology. Read Books. ISBN 1443725404
2. ↑  Uruyakorn Chansang, Mir S. Mulla (2008) Field Evaluation of Repellents and Insecticidal Aerosol Compositions for Repelling and Control of Siphunculina funicola (Diptera: Chloropidae) on Aggregation Sites in Thailand. Journal of the American Mosquito Control Association 24(2):299-307